# シクロオクタノン
シクロオクタノン（英語: cyclooctanone）は、化学式が (CH
2)
7CO で表される有機化合物である。ワックス状の白い固体。

## 合成と反応
以下の方法で合成できる。
- シクロオクタノールのジョーンズ酸化またはデス・マーチン酸化[1]。
- アゼライン酸から始まるケトン化反応[2]。

バイヤー・ビリガー酸化により、九員環の環状エステルを与える。